# Вершник

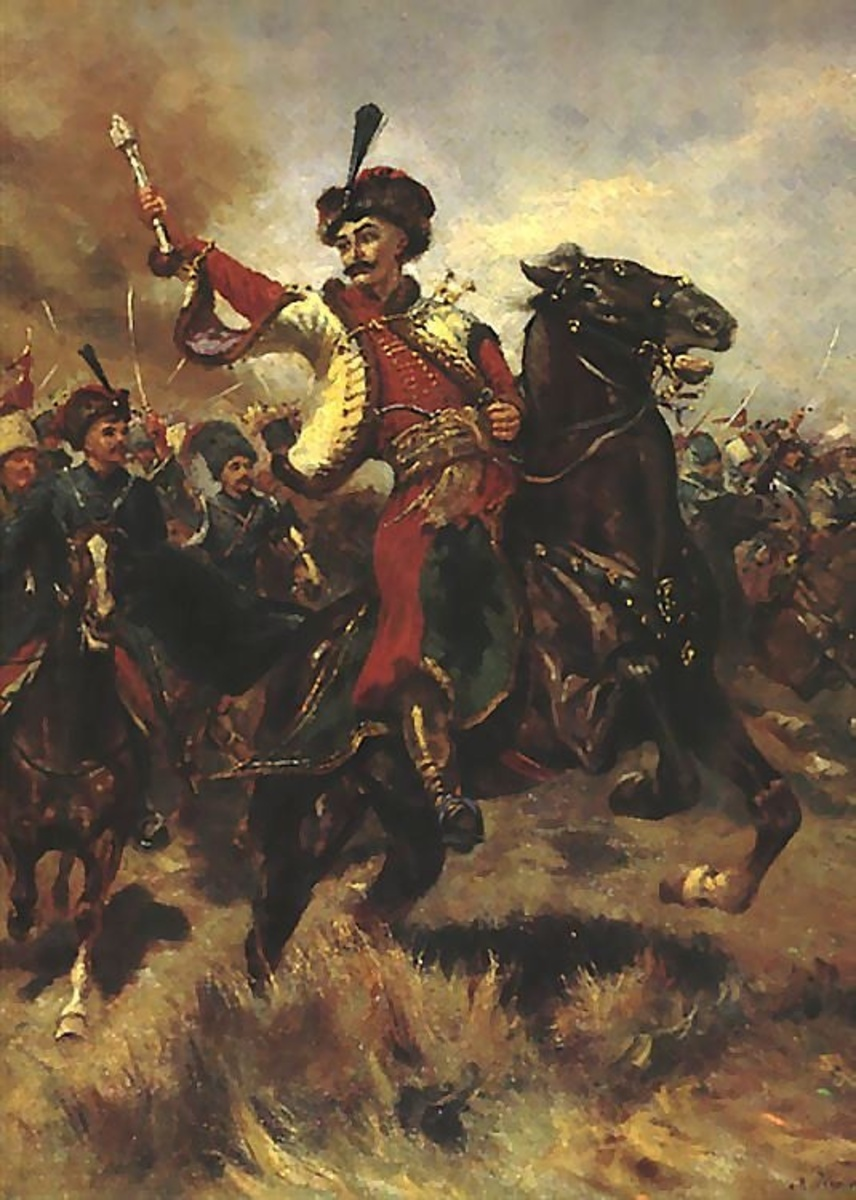
Козацький полководець Іван Богун виводить козаків з оточення під Берестечком у 1651 році.

Верцінгеторікс кидає зброю до ніг Цезаря, 1899, Ліонель Ноель Ройе

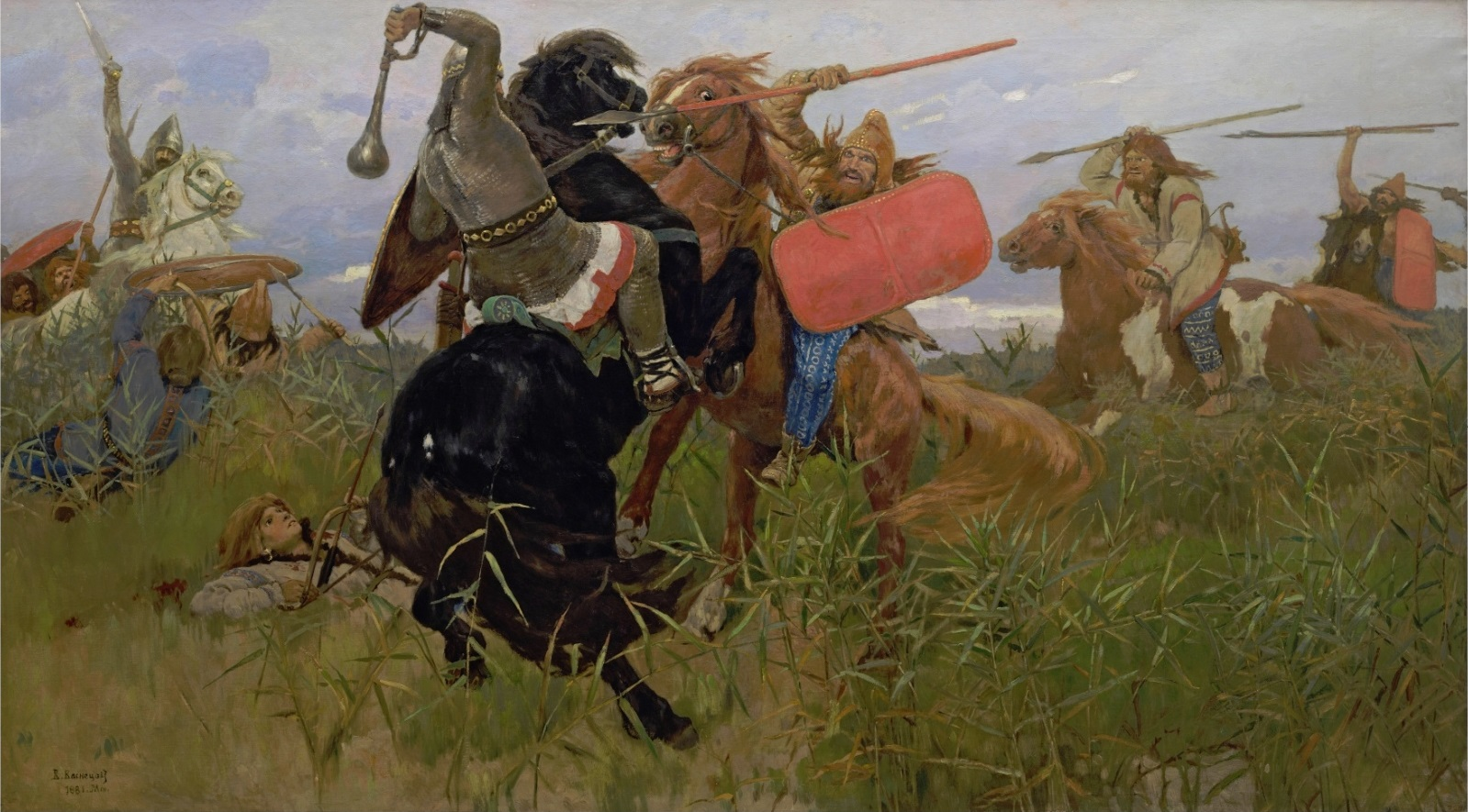
«Бій скіфів зі слов'янами», Васнєцов 1881

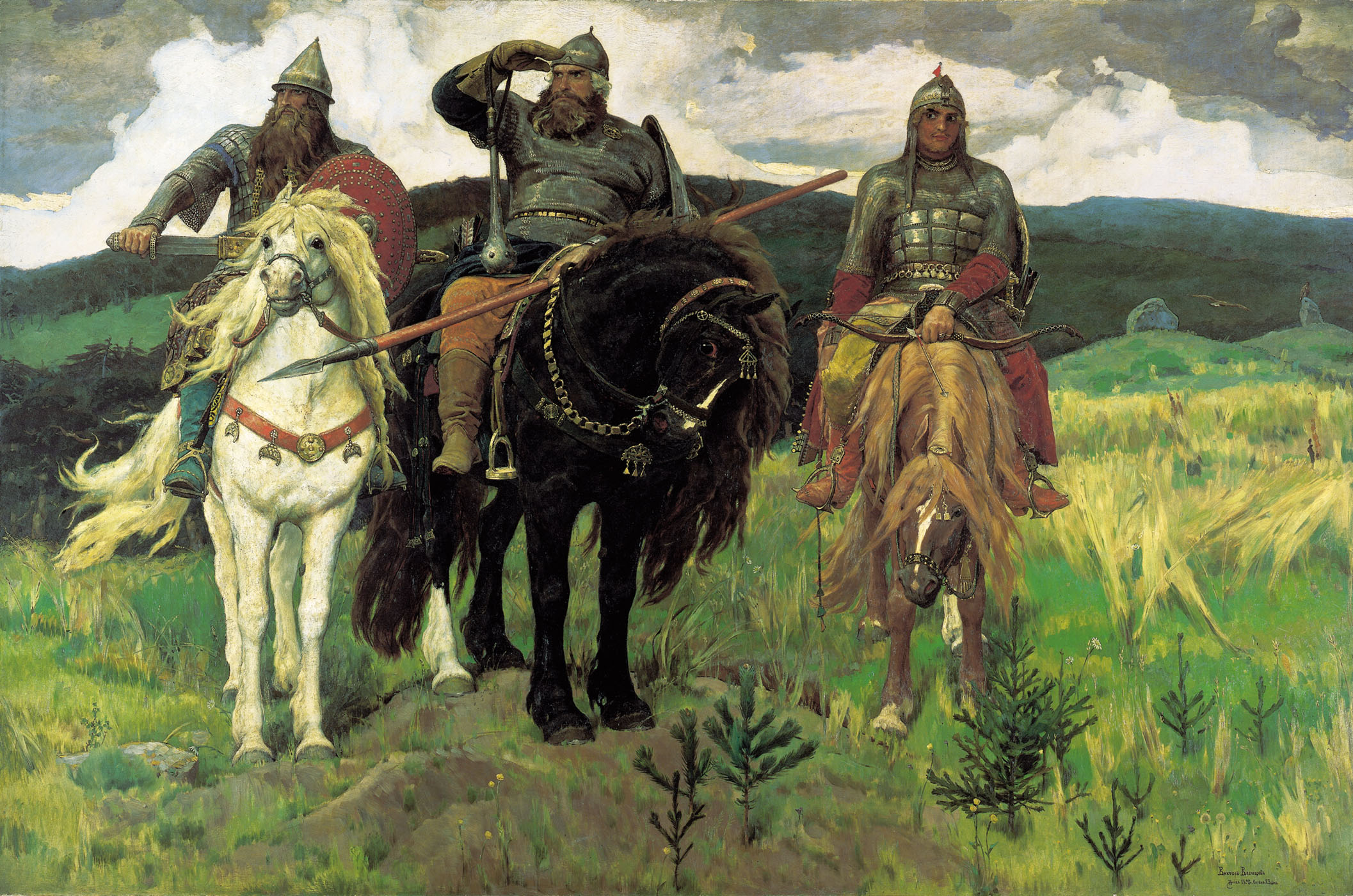
«Богатирі» — Ілля Муромець, Добриня Нікітич и Альоша Попович (Васнєцов, 1881—1898)

Ве́ршник — той, хто їздить верхи на чомусь або комусь (найдавніше значення — верхи на коні).
Це слово в різних мовах: кіннотник, лицар, рыцарь, всадник, наездник, конник, equitus, cavalier (шевальє, кавалер), caballero (кабальєро), reiter, ritter, фарс (перс) або ракіб (араб.).
В минулому кіннота грала велике значення у війську різних народів, а військові, враховуючи часті війни, мали великий вплив на життя суспільства і становили одну з його провідних верств. Кіннотники довгий час складали одну з провідних верств військових (сучасною мовою — елітний або добірний рід військ). З іншого боку для підготовки і утримання кінноти в давнину були потрібні великі ресурси — вирощування або купівля і годівля коней, виготовлення або купівля кінської збруї, виготовлення обладунків і зброї. Тому в кінноту йшли переважно люди з багатих родин. У свою чергу за гарну службу кіннотники отримували від суспільства (в особі магната, царя, короля, імператора, сенату чи парламенту) гроші або земельні наділи. Тому в багатьох країнах світу слова, які позначали кіннотників отримали додаткові значення «людина з багатої, поважної родини», «вихована людина», «пан», «феодал», «дворянин». Приклади:
- Суспільна верства «вершники» (рос. «всадники» від лат. equitus — всадник, equus — кінь) в стародавньому Римі. Ця верства існувала як в часи Римської республіки, так і в часи Римської імперії.
- Феодали, дворяни і благородні люди (nobles) країн Європи в часи Середньовіччя та Нового часу. Вони також носили назву «вершники», виводячи своє походження з часів Стародавнього Риму. Слова, якими позначали і зверталися до цих людей («вершники») були запозичені іншими мовами (зокрема українською і російською) і дійшли до нашого часу:

* іспанська: caballero (кабальєро) від caballo (кобила, кінь).
* італійська: cavaliere (кавалер) від cavallo (кінь). Від цього слова також походять кавалерія (кіннота) і кавалерист (кіннотник).
* французька: chevalier (шевальє) від cheval (кінь, слово звучить як «шваль»). Зустрічається зокрема в перекладах французьких історичних романів Олександра Дюма («Три мушкетери»).
* германські мови: ritter (нім. reiter, англ. rider) — від ritten (reiten, ride) — їздити верхи. Українські слова, які походять від цих слів — «лицар» (рос. «рицарь») і «рейтар» (слово наприклад зустрічається в українських історичних романах про період XV—XVIII ст., коли українські землі були у складі Речі Посполитої і вживається для позначення найманого кінного війська на службі у польської шляхти — німецьких рейтарів).
Більш вищеназваних слів в українській мові мають додаткове значення «вихованої людини чоловічої статі, захисника слабих» — лицар, кавалер, кабальєро, шевальє, лицарська поведінка
Лицар — (тж. рицар, від нім. Ritter — вершник). Кінний воїн в середньовічній Європі. Бойовий кінь та лицарське спорядження були дуже дорогими, тому нести лицарську службу міг тільки заможний землевласник.